# Hoa Dương thái hậu
Hoa Dương Thái hậu (Phồn thể: 華陽太后; giản thể: 华阳太后; ? - 230 TCN), thường được gọi là Hoa Dương hậu (華陽后) hoặc Hoa Dương phu nhân (華陽夫人), là Vương hậu của Tần Hiếu Văn vương Doanh Trụ, đích mẫu của Tần Trang Tương vương Doanh Tử Sở và là bà nội trên danh nghĩa của Tần Thủy Hoàng Doanh Chính.
Với vị thế của một Thái hậu, bà là người có địa vị cao nhất trong vương thất Đại Tần khi ấy, và cũng đứng sau những tranh chấp chính trị liên tiếp trong thời gian này. Tuy nhiên, bà có vẻ lu mờ so với những việc làm của Triệu Cơ - mẹ của Doanh Chính.

## Tiểu sử
Hoa Dương hậu là người thuộc vương thất nước Sở, họ Mị (芈姓), không rõ tên gì và cha mẹ là ai. Thời gian nào bà đến nước Tần và trở thành chính thê của An Quốc quân Doanh Trụ cũng chưa được xác định. Bà cùng với Tuyên Thái hậu - mẹ Tần Chiêu Tương vương là hai nhân vật nổi tiếng xuất thân quý tộc ở Sở, được gả cho Tần.
Năm Tần Chiêu Tương vương thứ 40 (267 TCN), Điệu Thái tử qua đời, vị trí Thái tử nước Tần bỏ khuyết. Khoảng 2 năm sau (265 TCN), con trai thứ của Chiêu Tương vương là Doanh Trụ được phong làm Thái tử.
Hoa Dương là chính thất nên trở thành Thái tử phi, tuy nhiên người đời vẫn gọi bà là Hoa Dương phu nhân. Hoa Dương phu nhân sinh thời được An Quốc quân sủng ái, nhưng lại không con. An Quốc quân có nhiều thiếp và hơn 20 người con, trong đó có Doanh Dị Nhân. Mẹ của Dị Nhân là Hạ Cơ, vốn không được sủng ái nên Dị Nhân bị đem làm con tin nước Triệu. Trước tình thế đó, Lã Bất Vi gặp Dị Nhân, tin Dị Nhân có thể làm nên đại sự nên ra sức nâng đỡ.
Kế hoạch khiến Dị Nhân trở nên có tiền đồ chính là khiến ông được An Quốc quân coi trọng. Khi ấy An Quốc quân sủng ái Hoa Dương phu nhân, mà phu nhân lại không có con, Dị Nhân bị ghẻ lạnh, mẹ lại không đắc sủng, do vậy Lã Bất Vi nhìn ra khả năng thông qua Hoa Dương phu nhân, để khiến Dị Nhân có thể có cơ hội khai sáng tiền đồ. Vốn là thương nhân, Lã Bất Vi thường mua kì trân dị bảo, dâng lên cho Hoa Dương phu nhân, lại giúp Dị Nhân kết nạp tân khách môn hạ, giúp truyền ra tin Dị Nhân "có tính hiếu đễ, đem Hoa Dương phu nhân cung phụng như trời, nguyện ngày đêm hầu hạ Thái tử và phu nhân", cách này quả nhiên khiến Hoa Dương nghe đến và vui mừng. Lã Bất Vi còn hối lộ chị bà để có thể khuyên bà nhận Dị Nhân làm con, đại khái nói:
| “                               | 吾聞之，以色事人者，色衰而愛弛。今夫人事太子，甚愛而無子，不以此時蚤自結於諸子中賢孝者，舉立以為適而子之，夫在則重尊，夫百歲之後，所子者為王，終不失勢，此所謂一言而萬世之利也。不以繁華時樹本，即色衰愛弛後，雖欲開一語，尚可得乎？今子楚賢，而自知中男也，次不得為適，其母又不得幸，自附夫人，夫人誠以此時拔以為適，夫人則竟世有寵於秦矣。 . Ta nghe nói, lấy sắc đẹp mà được sủng ái hạnh, tuổi già sắc suy sau liền sẽ thất thế. Phu nhân hiện tại phụng đãi Thái tử, tuy được sủng hạnh, nhưng lại không con, không bằng sớm ngày tìm kiếm vị Công tử nào trung hiếu mà liên minh, lại tiến cử lên Thái tử làm Đích tự. Như vậy khi Thái tử còn, phu nhân vẫn còn được trọng. Nếu Thái tử mất, tắc con trai của người sẽ lên làm Vương, như vậy không chỉ có chịu tôn sủng từ Thái tử, mà khi Thái tử qua đời cũng sẽ không thất thế, này thật là nhân một lời mà đến muôn đời lợi a! Nếu để về sau nhan sắc suy tàn, liền thất sủng, phu nhân còn có thể an tâm sao? Trong các Công tử nay có Dị Nhân, là người hiền, mà cũng là bậc trượng phu nhưng lại không được yêu thích. Người mẹ của Dị Nhân lúc này cũng không có sủng ái, nay chịu theo phu nhân, mà phu nhân thuận theo đề bạt làm con dưới gối, thế thì phu nhân về sau còn lo sợ điều gì tại đất Tần nữa. | ” |
| — Sử ký - Lã Bất Vi liệt truyện | |   |

Hoa Dương phu nhân nghe xong thấy hợp lý, nên thường nói tốt cho Dị Nhân trước mặt An Quốc quân. Bà khóc lóc xin ông ban Dị Nhân làm con nuôi, theo lẽ này Dị Nhân sẽ là đích tử và là ứng cử viên sáng giá cho vị trí Thái tử sau này, nói: 「"Thiếp may mắn có được sủng hạnh, mà bất hạnh không con. Nay muốn xin để Dị Nhân làm Thích tự, làm con của thiếp"」. An Quốc quân mủi lòng, trao cho bà ngọc phù, tức đồng ý lời đề nghị, đem Bất Vi làm sư phụ theo giúp Dị Nhân, từ đó danh dự của Dị Nhân càng thịnh trong các con của An Quốc quân.
Năm thứ 50 (257 TCN), xảy ra Trận Hàm Đan, Dị Nhân nhờ kế của Lã Bất Vi mà về Tần an toàn, chính thức bái kiến Hoa Dương phu nhân lần đầu tiên. Hoa Dương mừng rỡ đổi tên Dị Nhân thành [Tử Sở; 子楚], tức "Con trai của Sở", do Hoa Dương là người nước Sở.

## Thái hậu nước Tần
Năm Tần Chiêu Tương vương thứ 56 (251 TCN), Chiêu Tương vương qua đời. An Quốc quân kế vị, tức Tần Hiếu Văn vương. Hoa Dương phu nhân trở thành Vương hậu, Tử Sở được phong Thái tử. Tuy nhiên Hiếu Văn vương tại vị 3 ngày thì qua đời, Tử Sở lập tức kế vị, tức Tần Trang Tương vương. Trang Tương vương tôn Hoa Dương làm [Hoa Dương Thái hậu], còn mẹ đẻ Hạ Cơ được tôn [Hạ Thái hậu].
Khi ấy, sau 6 năm chia cách, Trang Tương vương đón vợ con là Triệu Cơ và Doanh Chính về Tần. Triệu Cơ trở thành Vương hậu, Doanh Chính được phong Thái tử, mặc dù trong 6 năm, dưới sự an bài của Hạ Thái hậu, Tử Sở nạp thêm một nữ nhân nước Hàn và sinh ra Thành Kiểu, tức Trường An quân. Theo cách nói của học giả Lý Khai Nguyên (李開元), nếu Thành Kiểu (成蟜) được lập làm người kế vị, chuyện này không có lợi cho Hoa Dương Thái hậu vì Hàn Cơ có quan hệ thân thiết với Hạ Thái hậu, người luôn lép vế trước Hoa Dương khi An Quốc quân còn sống. Rất có thể nhờ tác động của Hoa Dương, mẹ con Triệu Cơ mới được phong Vương hậu và Thái tử.
Năm Tần vương Chính thứ 17 (230 TCN), Hoa Dương Thái hậu qua đời, hợp táng cùng Tần Hiếu Văn vương ở Thọ Lăng (壽陵).